# Éditions Un monde différent
Les Éditions Un monde différent est une maison d'édition québécoise fondée en 1977. 

## Histoire
Traitant d'abord de la psychologie et ce qui rapporte à la santé, la maison d'édition publie d'abord en français les auteurs étrangers suivi de ceux québécois. Située d'abord à Greenfield Park sur la rue Victoria, elle déménage à Belœil en 1979. Un déménagement est ensuite effectué un an plus tard à Brossard au 1875, rue Panama, local B, où la maison d'édition restera jusqu'en 1983. La maison d'édition sera ensuite située à Saint-Hubert, de 1983 à 2006, d'abord sur le boulevard Losch jusqu'en mars 1991, puis sur le boulevard Grande-Allée de mars 1991 à 2006. En octobre 2006, la maison d'édition revient à Brossard, cette fois sur la rue Isabelle, là où elle est actuellement.

## Auteurs publiés
- David J. Schwartz